# Rytwiany
Rytwiany è un comune rurale polacco del distretto di Staszów, nel voivodato della Santacroce.
Ricopre una superficie di 126,27 km² e nel 2004 contava 6 377 abitanti.